# 双丰林业局
双丰林业局是一个位于中华人民共和国黑龙江省伊春市铁力市的类似乡级单位，亦是黑龙江伊春森工集团所属的一个林业局。
双丰林业局位于小兴安岭南麓与松嫩平原交会处，施业区总面积131996公顷，有林地面积10.2万公顷，森林覆被率78%，总人口3.2万。

## 行政区划
双丰林业局下辖以下单位：
爱林经营所、青林经营所、保林河林场、茂林林场、茂林农场、向阳山经营所、曙光林场、燕安经营所、卫林经营所、福民经营所、北屯林场、横太农场。